# عباسقلی سپهر
عباسقلی‌خان سپهر کاشانی ملقب به مستشارالوزاره، مشیرافخم و لسان‌الملک از ادیب، نویسنده و دیپلمات دوره قاجار و نماینده جهرم در چهارمین دوره مجلس شورای ملی بود.
او فرزند محمدتقی خان لسان الملک سپهر نویسنده کتاب معروف ناسخ‌التواریخ بود و پس از مرگ پدر این کتاب را که ناتمام مانده بود کامل بود. عباسقلی خان با منشی گری مخصوص در وزارت امورخارجه خدمات دولتی خود را آغاز کرد و تا نایب اولی این وزارتخانه و عضویت در دارالشورای کبری پیش رفت. در زمان مظفرالدین شاه وزیر انطباعات شد و در آستانه جنبش مشروطه از کار دولتی کناره گرفت اما در اواخر عمر و در حالی که عمر دوره چهارم مجلس شورای ملی رو به پایان بود به نمایندگی جهرم در این مجلس انتخاب شد. اعتبارنامه اش در پنجم دی ۱۳۰۱ خورشیدی به تصویب رسید و مدت نمایندگی اش به شش ماه نرسید.
عباسقلی خان سپهر غیر از تکمیل ناسخ التواریخ در سال ۱۲۹۹ هجری قمری تذکره سپهر و در سال ۱۳۰۵ هجری قمری یعنی همزمان یا در آستانه گماشته شدن به منصب نیابت اول وزرات امور خارجه، رساله ای به نام برهان النبوه در اثبات پیامبری محمد و خاتمیت او نوشت. المآثر و الآثار و ریحانه الادب نیز از تألیفات بعدی اوست. 
عباسقلی خان سپهر مدت کوتاهی پس از پایان نمایندگی اش در مجلس در سال ۱۳۰۲ خورشیدی درگذشت. احمدعلی سپهر ملقب به مورخ‌الدوله که از بنیانگذاران سازمان برنامه و بودجه است و در دوران محمدرضا شاه پهلوی به وزارت رسید، برادرزاده اوست. 